# Педро Алькасар
Гільєрмо Гонсалес (ісп. Guillermo Gonzalez), більш відомий як Педро Алькасар (ісп. Pedro Alcázar; 16 вересня 1975 — 24 червня 2002) — панамський професійний боксер, чемпіон світу за версією WBO (2001—2002) в другій найлегшій вазі.

## Професіональна кар'єра
1995 року дебютував на професійному рингу.
16 червня 2001 року в бою проти Адоніса Ріваса (Нікарагуа) здобув перемогу розділеним рішенням і завоював титул чемпіона світу за версією WBO в другій найлегшій вазі. Здобувши після цього дві перемоги, одна з яких була захистом титулу, 22 червня 2002 року зустрівся в бою з непереможним Фернандо Монтіелем (Мексика) і зазнав поразки технічним нокаутом в шостому раунді.

## Смерть
Під час бою з Монтіелем Алькасар отримав черепно-мозкову травму, яка залишилася непоміченою. Через два дні, 24 червня 2002 року, готуючись повернутися до Панами, він знепритомнів у своєму номері готелю, а через кілька годин помер у лікарні.